# Ludwig von Gemmingen (1793–1858)

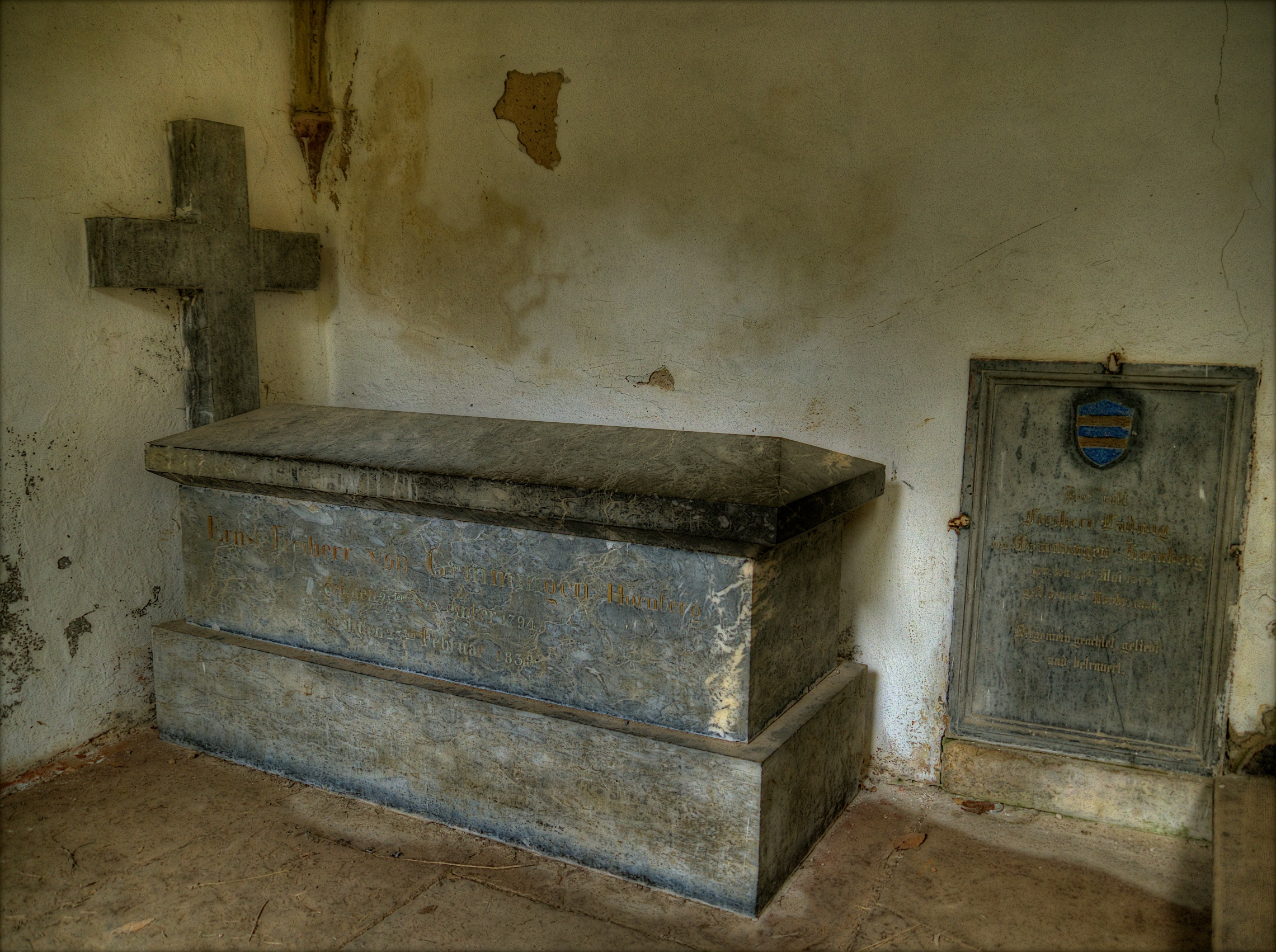
Epitaph auf Burg Hornberg (rechts). Links das Grab des Bruders Ernst von Gemmingen

Ludwig von Gemmingen-Hornberg (* 20. Mai 1793 in Heilbronn; † 18. November 1858 in Karlsruhe) war großherzoglich badischer Kammerherr und Oberhofmeister.

## Leben
Er war ein Sohn des Ernst von Gemmingen-Hornberg (1759–1813) und der Henriette von Holle (1771–1814). Er heiratete 1819 in Michelfeld Arsene d’Amelot-le-Flammand († 1866). Das Paar hinterließ keine Nachkommen, beide sind auf dem Burgfriedhof von Burg Hornberg beigesetzt.
Von 1825 bis 1828 war er als Vertreter des grundherrlichen Adels unterhalb der Murg Mitglied in der Ersten Kammer der Badischen Ständeversammlung.

## Belege
1. ↑  Ludwig Bauer, Bernhard Gißler: Die Mitglieder der Ersten Kammer der Badischen Ständeversammlung von 1819 – 1912. Fidelitas, Karlsruhe 1913, 5. Auflage, S. 14 f.

| Personendaten    | Personendaten                                          |
| ---------------- | ------------------------------------------------------ |
| NAME             | Gemmingen, Ludwig von                                  |
| KURZBESCHREIBUNG | großherzoglich badischer Kammerherr und Oberhofmeister |
| GEBURTSDATUM     | 20. Mai 1793                                           |
| GEBURTSORT       | Heilbronn                                              |
| STERBEDATUM      | 18. November 1858                                      |
| STERBEORT        | Karlsruhe                                              |